# Antoni i Cleòpatra
|  | No s'ha de confondre amb l'Òpera Antony and Cleopatra. |

Antoni i Cleòpatra (en anglès: Antony and Cleopatra) és una tragèdia històrica en cinc actes de l'escriptor anglès William Shakespeare, representada per primera vegada el 1607 o 1608, i publicada en l'edició coneguda com a First Folio el 1623.
L'obra, basada en la traducció que Thomas North va fer de l'obra de Plutarc Vida de Marc Antoni, mostra la relació entre Cleòpatra i Marc Antoni des de l'època de la campanya parta fins al suïcidi de Cleòpatra. El principal antagonista d'Antoni i Cleòpatra és August, company de triumvirat d'Antoni i futur primer emperador de Roma. La tragèdia és una obra romana caracteritzada per ràpids canvis panoràmics en localitzacions geogràfiques i en registres, alternant entre la sensual i imaginativa Alexandria i la més pragmàtica i austera Roma.
Molts consideren que el paper de Cleòpatra en aquesta obra és un dels més complexos personatges femenins en l'obra shakesperiana. És freqüentment vana i histriònica, fent que els lectors gairebé se'n burlin, però alhora, Shakespeare s'esforça per investir-la, ella i Antoni, amb una tràgica grandesa. Aquests trets contradictoris han portat a divisió d'opinions dins de la crítica.

## Sinopsi

### Acte I
Marc Antoni, un dels triumvirs de Roma, juntament amb Octavi César —Cèsar a l’obra– i Lèpid, va abandonar els seus deures com a soldat després de ser seduït per la reina d'Egipte, Cleòpatra. Ignorà els problemes domèstics de Roma, incloent el fet que la seva esposa, Fúlvia, es va rebel·lar contra Octavio i després va morir. L’obra comença amb Antoni a Alexandria, amb Cleòpatra, fins a l’escena IV.
A l’escena IV, Octavi Cèsar crida Antoni a Roma des d'Alexandria per ajudar-lo a lluitar contra Pompeu (Sext Pompeu), Menecrates, i Menas, tres destacats pirates del mar Mediterrani. A Alexandria (escena V), Cleòpatra prega a Antoni que no se'n vagi, i encara que ell repetidament afirma el seu amor per ella, al final ell marxa.

### Acte II
De tornada a Roma, Agripa suggereix que Antoni es casi amb Octàvia, la germana d'Octavi Cèsar, per enfortir el llaç entre els dos homes. El tinent d'Antoni, Enobarb, però, sap que Octàvia mai no podrà satisfer-lo tant com Cleòpatra. En un famós passatge, ell descriu els encants de Cleòpatra en termes paradoxals: "L'edat no pot pansir-la, ni el costum fa rància / la seva infinita varietat: altres dones farten / els apetits que elles alimenten, però ella provoca més gana / com més la satisfà" (Escena II). Un endeví adverteix a Antoni que ell perdrà si mai intenta combatre Octavi (Escena III). A Egipte, Cleòpatra coneix el matrimoni d'Antoni, i es venja amb al missatger que li porta la notícia (Escena V).
En una lluita, els triumvirs parlamenten amb Pompeu, i li ofereixen una treva (Escena VI). Ell retindrà Sicília i Sardenya, però els ha d'ajudar a "netejar el mar de pirates" i enviar-los tributs. Després de cert dubte, Pompeu accedeix. Es llancen a una celebració alcohòlica a la galera de Pompeu (Escena VII). Menas suggereix a Pompeu que mati els tres triumvirs i es faci el governant de Roma, però ell ho rebutja, per considerar-ho deshonrós. Més tard, Octavi i Lèpid trenquen la seva treva amb Pompeu i li fan la guerra. Antoni no ho aprova, i s'enfuria.

### Acte III
Antoni torna a Alexandria; ell i Cleòpatra es coronen com a governants d'Egipte i el terç oriental de l'Imperi romà (que era la part d'Antoni com a triumvir). Acusa Octavi de no donar-li la part que li correspon a les terres de Pompeu, i està enfadat perquè Lèpid, a qui Octavi ha empresonat, ha quedat fora del triumvirat. Octavi accedeix a la primera demanda, però a més estan molt descontent amb el que Antoni ha fet.
Antoni es prepara per enfrontar-se a Octavi en batalla. Enobarb insta a Antoni perquè lluiti per terra, atès que allà és més fort, i no per mar, ja que l'armada d'Octavi és més lleugera, més mòbil i està millor manejada (Escena VII). Antoni rebutja aquesta possibilitat, ja que Octavi l’ha desafiat a combatre al mar. Cleòpatra li promet que la seva flota l’ajudarà. No obstant això, a la meitat de la batalla d'Àctium, Cleòpatra fuig amb els seus seixanta navilis, i Antoni la segueix, deixant que el seu exèrcit quedi perdut (Escena X). Avergonyit del que ha fet per amor a Cleòpatra, Antoni li retreu que n'hagi fet un covard, però també posa el seu amor per sobre de tot, dient "Feu-me un petó; fins i tot això em compensa" (Escena XI).
Octavi envia un missatger per demanar a Cleòpatra que lliuri Antoni i es passi al seu costat. Ella dubta, i coqueteja amb el missatger, quan Antoni apareix i enfadat denuncia el seu comportament (Escena XIII). Fa que assotin el missatger. Amb el temps, perdona Cleòpatra, i es compromet a lluitar una altra batalla per ella, aquesta vegada a terra.

### Acte IV
La vigília de la batalla, els soldats d'Antoni senten estranys portents, que interpreten en el sentit que el déu Hèrcules ha abandonat Antoni (Escena III). El mateix Enobarb, tinent d'Antoni des de fa molt de temps, ho abandona i es passa al costat d'Octavi (Escena VI). En lloc de confiscar els béns d'Enobarb, Antoni ordena que els li portin. Enobarb queda tan aclaparat per la generositat d'Antoni, i tan avergonyit de la seva pròpia deslleialtat, que mor amb el cor trencat (Escena IX).
La batalla va bé per a Antoni, fins que Octavi la converteix en una batalla marítima. Novament, Antoni perd, ja que la seva flota es rendeix, i acusa Cleòpatra: "Aquesta falsa egípcia m'ha traït" (Escena XII). Decideix matar-la per la traïció. Cleòpatra decideix que l'única manera de tornar a assolir l'amor d'Antoni és enviar-li un missatge dient que ella s'ha suïcidat, morint amb el seu nom als llavis. Ella es tanca dins un mausoleu, i espera el retorn d'Antoni (Escena XV).
El pla de Cleòpatra fracassa: Antoni no s'afanya, corcat pel remordiment, a anar a veure la seva "morta" Cleòpatra, sinó que decideix que la seva pròpia vida ja no val la pena. Demana a un dels seus ajudants, Eros, que el travessi amb una espasa, però Eros no suporta fer-ho i es mata. Antoni admira el coratge d'Eros i intenta fer el mateix, però només aconsegueix malferir-se. Amb gran dolor, llavors sap que Cleòpatra encara viu. El porten en braços fins a ella, dins el mausoleu, i mor als seus braços.

### Acte V
Octavi intenta convèncer Cleòpatra perquè es rendeixi. Però ella ho rebutja enutjada, ja que no s'imagina gens pitjor que ser portada en triomf als carrers de Roma.
Cleòpatra decideix suïcidar-se, usant el verí d'un àspid. Mor serenament i en èxtasi, imaginant-se com es trobarà de nou amb Antoni després de la mort. Les seves donzelles, Iras i Charmian, també se suïciden. Octavi descobreix els cossos morts i experimenta emocions contràries: Les morts d'Antoni i Cleòpatra li deixen el camí lliure per ser el primer emperador romà, però també sent certa empatia cap a ells: "Ella serà enterrada al costat del seu Antoni. / Cap tomba sobre la terra tindrà dins seu / una parella tan famosa ". Ordena un funeral militar públic.

## Traduccions catalanes
- Shakespeare, William. Antoni i Cleopatra. Barcelona: Col·lecció popular de teatre clàssic universal. Institut del Teatre. Ed. Bruguera. Traducció de Josep Maria de Sagarra. 1980.
- Shakespeare, William. Antoni i Cleopatra. Barcelona: Vicens Vives / TV3. Traducció de Salvador Oliva, 1987. ISBN 8431625074.